# Jean Fautrier
Jean Fautrier (ur. 16 maja 1898 w Paryżu, zm. 21 lipca 1964 w Châtenay-Malabry) – francuski malarz i rzeźbiarz.

## Życiorys
Studiował w Londynie, w Royal Academy, a w 1914 zamieszkał we Francji. Walczył podczas I wojny światowej, a po jej zakończeniu zajął się malarstwem. Początkowo jego twórczość znajdowała się pod wpływem realizmu, w 1943 zaczął malować obrazy abstrakcyjne o charakterze aluzyjnym. Tworzył cykle tematyczne inspirowane naturą.